# 集會自由
集會自由是自由權的一種。除了指可以和平參與任何集會的權利，很多時都用來指稱在特定課題與政府對立之時，反對者有權就這一課題集會反對。

## 各國之實踐

### 中華民國(臺灣)
根據《中華民國憲法》第14條規定：「人民有集會及結社之自由。」

### 中华人民共和国
根据《中华人民共和国宪法》第35条規定：「中华人民共和国公民有言论、出版、集会、结社、游行、示威的自由。」
中华人民共和国於1989年通过的《中华人民共和国集会游行示威法》规定，举行集会必须依照法律规定向主管机关提出申请并获得许可。公民在行使集会权利时，必须遵守宪法和法律 ，不得反对宪法所确定的基本原则 ，不得损害国家的、社会的、集体的利益和其他公民的合法的自由和权利。

#### 香港

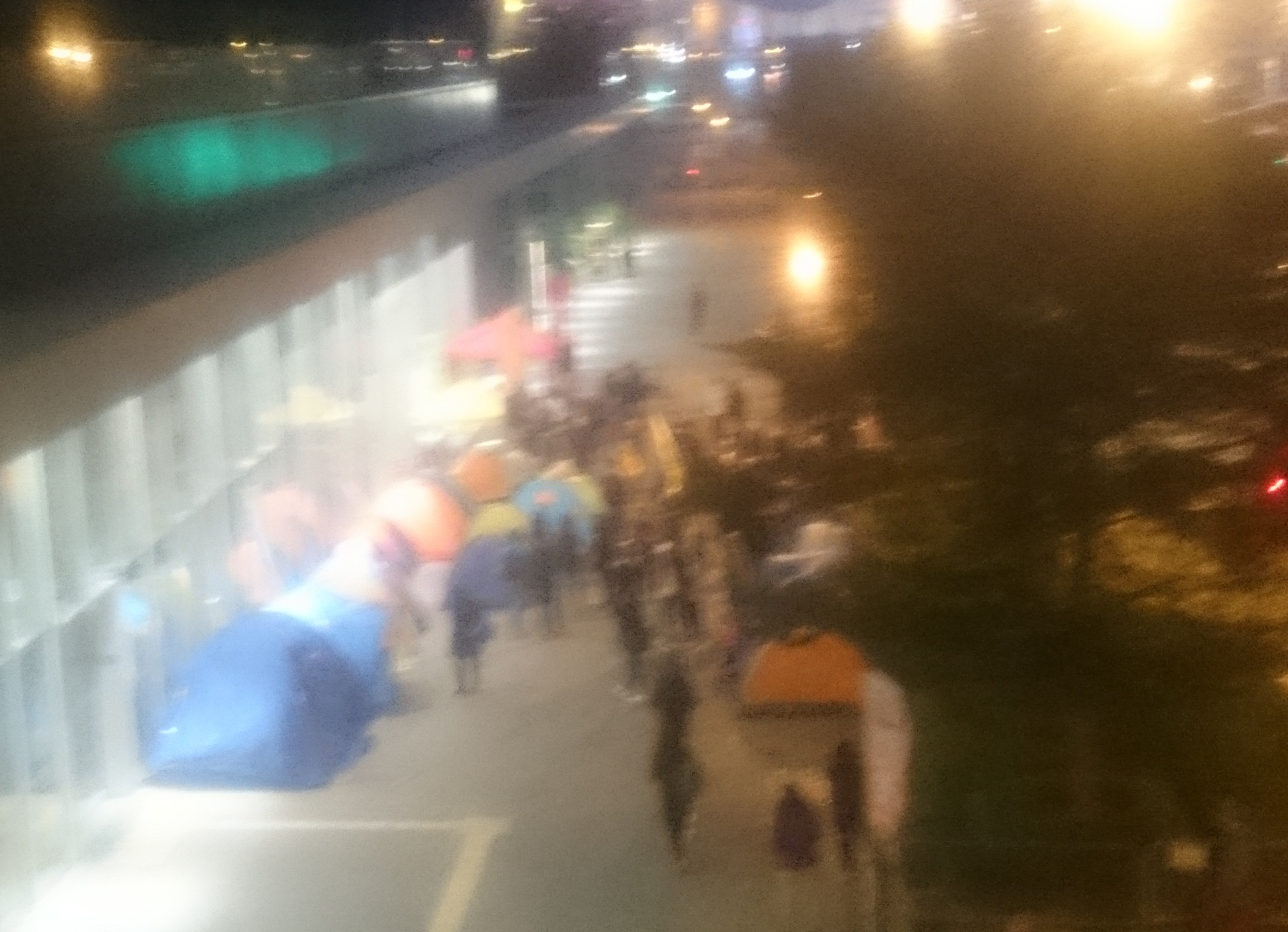
2017年12月12日香港立法會外，有反修改議事規則集會

根據《香港特別行政區基本法》第27條及《人權法》所規定，集會自由受香港法例所保障。不過，與此同時，根據香港的《公安條例》，當有50人以上在公眾地方有組織地集會，便須在一星期前向警方申請，否則有可能被警方利用《公安條例》第18條「非法集結」罪行檢控。如果在私人地方集會，人數為500人。此條例並不適用於在教育條例批准下的學校中舉行的或集會目的純粹是社交、學術、教育、宗教或慈善目的而進行的集結、會議或研討會；殯殮及任何公共機構而舉行的聚會。
本條例最初控制任何未經批准，人數達30人以上的公眾集會。彭定康時期曾因為這條條例違反《人權法》的結社自由而廢除。不過香港主權移交之後，特區政府透過臨時立法會在香港的第一次會議把本法例重新恢復。之後再經修訂，把人數下限改為50人，並需在一星期前向警方申請《不反對通知書》，才可以舉行集會。

### 日本
根據《日本國憲法》第21条第1項規定：「保障集会、结社、言论、出版及他一切表现的自由。」（集會、結社及び言論、出版その他一切の表現の自由は、これを保障する。）
在日本，雖然集會自由及言論自由都受到保障，然而，在特殊情況下，示威者仍然有可能受到檢控。最常見的例子，是示威者會被當地地方政府以「行人並無道路許可使用權」而控告參與示威遊行人士違反《道路交通法》。

#### 主要事件
- 皇居前廣場事件 (最高裁判所昭和28年12月23日大法庭判決)
- 德島市公安條例事件 (最高裁判所昭和50年9月10日大法庭判決)
- 成田新法事件 (最高裁判所平成4年7月1日大法庭判決)
- 泉佐野市民會館事件 (最高裁判所平成7年3月7日第三小法庭判決)

### 美國
《美國憲法第一修正案》禁止美國國會制訂任何法律以侵犯美國民眾的新聞自由與集會自由。

### 歐盟
《歐洲人權公約》第11條保障了結社和集會自由，包含組成工會的權利，但這些權利都必須要受到「符合法律規定」以及「為民主社會所需」的限制。

### 世界
《世界人權宣言》第20條第1項規定：「人人有平和集會結社自由之權。」
1. ↑  . www.gjxfj.gov.cn.   [2025-04-28].